# Kleine boormossel
De kleine boormossel (Barnea parva) is een tweekleppigensoort uit de familie van de Pholadidae. De wetenschappelijke naam van de soort is voor het eerst geldig gepubliceerd in 1777 door Pennant.
Barnea:
candida · 
cylindrica · 
parva · 
Martesia:
striata · 
Pholadidea:
loscombiana · 
Pholas:
dactylus · 
Zirfaea:
crispata